# Lino Curci
Lino Curci (Napoli, 1º marzo 1912 – Roma, 26 dicembre 1975) è stato un poeta italiano.

## Biografia
Laureato in giurisprudenza e in scienze politiche, dalla nativa Napoli si trasferì a Roma nel 1937 e qui trascorse il resto della sua vita. Fu redattore e inviato speciale del quotidiano La Tribuna fino al 1943, allorché decise di abbandonare l'attività giornalistica a tempo pieno, pur continuando a collaborare con vari quotidiani e periodici come Il Mattino , Il Giornale d'Italia, La Fiera Letteraria ed altri. I resoconti di guerra raccolti ne L'Equipaggio (1942) riflettono le sue esperienze vissute a bordo di una torpediniera, durante la seconda guerra mondiale.
La vocazione poetica, che Curci visse come una missione totalizzante, diede i suoi primi frutti acerbi nei Canti del sud (1942), dove peraltro il poeta «non riuscì ad evitare un certo tipo di dannunzianesimo linguistico», sia pur temperato da «un certo tipo di pascolismo più centrato sui temi e sui motivi dell'uomo in quanto tale».
Il ripudio della retorica tipica di quegli anni e il deciso rinnovamento della sua poetica trovano un chiaro riscontro nella prima raccolta del dopoguerra, Mi farò vivente (1951), dove l'autore sembra abbandonarsi «alla poesia come canto dolente e tormentato che coinvolge l'uomo e lo scrittore in una assoluta globalità». Allo stesso modo, da qui in poi diventa sempre più esplicita e continua la identificazione del discorso poetico con la ricerca spirituale e religiosa dell'uomo. È lo stesso poeta a ribadirlo più volte: «Mi è impossibile disgiungere dalla poesia l'idea di una ricerca di salvezza.»
Le ultime quattro raccolte (L'esule e il regno, 1955; Un fuoco nella notte, 1959; Gli operai della terra, 1967; Con tutto l'uomo, 1973) coprono quasi l'arco di un ventennio, nel tempo delle prime conquiste spaziali dell'uomo, e praticamente concludono il ciclo esistenziale e produttivo di questo poeta, lasciando l'idea di un tormentato processo interiore. Questo si sviluppa sul doppio binario della scienza e della fede e trae spunto da occasioni d'impatto con la morte di ogni essere vivente. Un progetto forse ambizioso, con esiti non sempre convincenti, ma sostenuto da una religiosità intensa e da un'«ansia d'infinito che ha come termine fisso la morte».
E la morte lo colse d'improvviso a Roma, il giorno successivo al Natale del 1975.

## Opere
- Canti del sud, prefazione di Silvio D'Amico, Milano, Garzanti, 1942.
- L'equipaggio, resoconti di guerra, Palermo, Flaccovio editore, 1942.
- Mi rifarò vivente , Modena, Guanda, 1951.
- L'esule e il regno, Bologna, Cappelli, 1953.
- Un fuoco nella notte, Firenze, Vallecchi, 1959.
- Gli operai della terra, Milano, Rizzoli, 1967.
- Con tutto l'uomo, Milano, Rizzoli, 1973.